# Rhodobryum chilense
Rhodobryum chilense är en bladmossart som beskrevs av Thériot 1924. Rhodobryum chilense ingår i släktet rosmossor, och familjen Bryaceae. Inga underarter finns listade i Catalogue of Life.